# ويد غريفين
ويد غريفين (بالإنجليزية: Wade Griffin)‏ هو لاعب كرة قدم أمريكية أمريكي، ولد في 7 أغسطس 1954 في وينونا في الولايات المتحدة.

## وصلات خارجية
- ويد غريفين على موقع مرجع كرة القدم المحترفة.كوم (الإنجليزية)